# Hypsocormus
Hypsocormus es un género extinto de peces que vivió en los océanos del período Jurásico, incluyendo dos especies, Hypsocormus insignis y Hypsocormus tenuirostris.

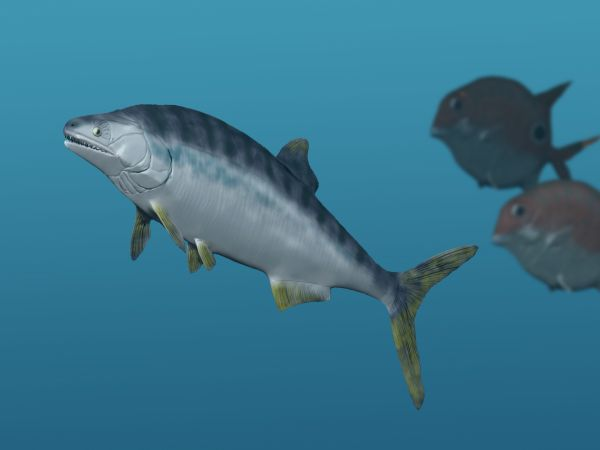
Restauración

Hypsocormus era un pez depredador que nadaba velozmente, su tamaño era de aproximadamente 1 metro (3,3 pies)de largo, con una aleta caudal en forma de media luna similar a la de una caballa moderna. Tenía solo una aleta dorsal, aletas pectorales alargadas y pequeñas aletas pelvicas aproximadamente a la mitad del cuerpo.Uno de los primeros teleósteos, Hypsocormus poseía rasgos primitivos como escamas blindadas. Sin embargo, estas fueron pequeñas en comparación con los de los peces anteriores, lo que permitió una mayor flexibilidad. Sus mandíbulas eran musculosas y altamente desarrolladas, lo que le daba una potente mordida.